# Upeneus filifer
Upeneus filifer är en fiskart som först beskrevs av Ogilby, 1910.  Upeneus filifer ingår i släktet Upeneus och familjen mullefiskar. Inga underarter finns listade i Catalogue of Life.